# Česká Ves (Lesná)
Česká Ves (německy Böhmischdorf) je zaniklá vesnice v Českém lese, v okrese Tachov. Ležela zhruba 1 km severně od Zahájí (Walheim) podél levého přítoku Celního potoka.

## Historie
Česká Ves je poprvé zmíněna v roce 1685 v matrice obce Lesná. Dohromady s okolními samotami (České Nové Domky, Stoupa, Nová Knížecí Huť) a blízkými leštírnami a brusírnami skla čítala Česká Ves ještě v roce 1938 88 domů a 624 obyvatel.